# Wyżnia Widłowa Turnia

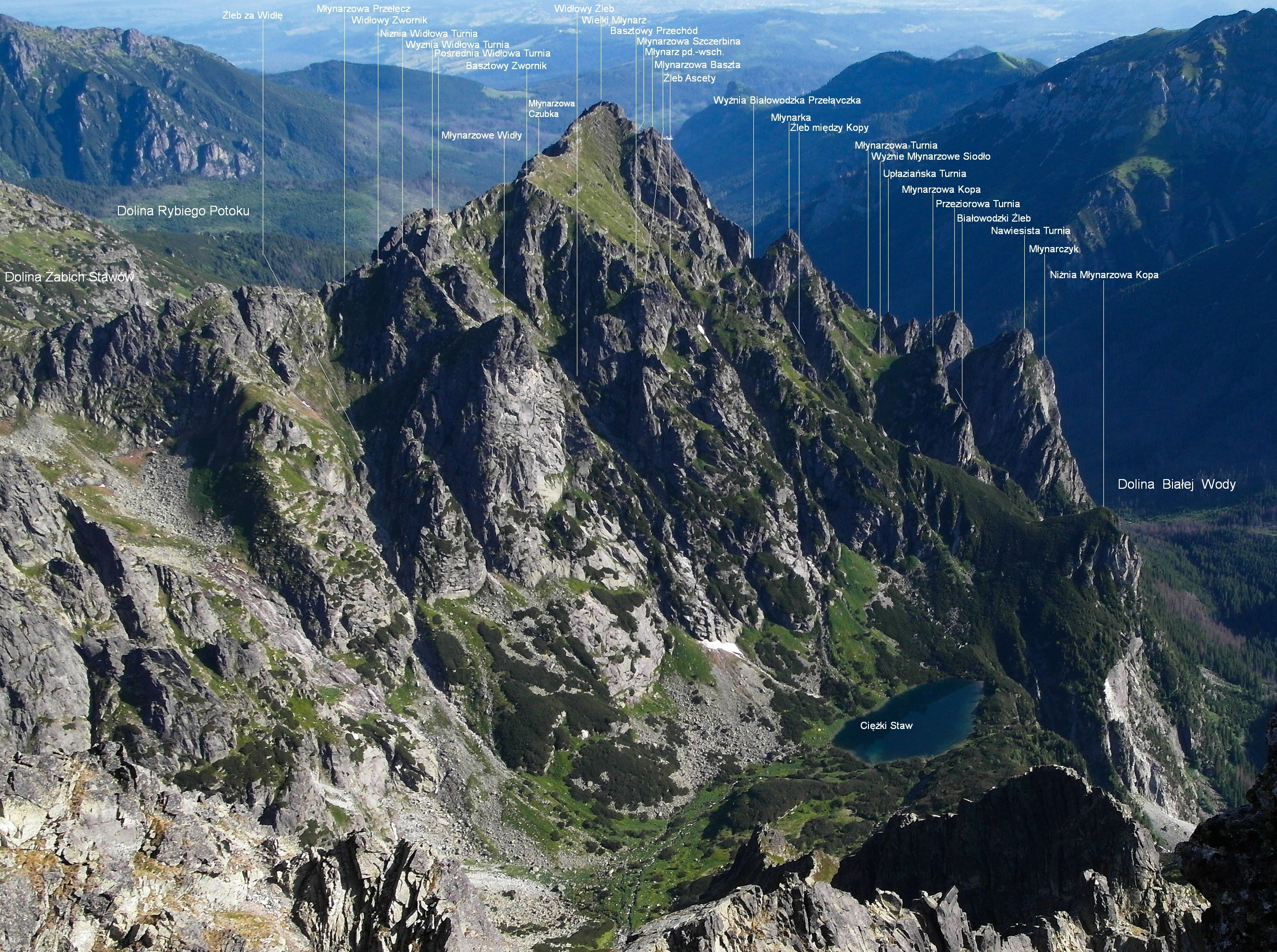
Wyżnia Widłowa Turnia wśród opisanych obiektów

Wyżnia Widłowa Turnia (słow. Vyšná Vidlová veža, ok. 2130 m) – turniczka w masywie Młynarza w słowackich Tatrach Wysokich. Znajduje się w jego południowo-zachodniej grani głównej pomiędzy Pośrednim (ok. 2120 m) i Wyżnim Widłowym Siodłem. Do Doliny Żabiej Białczańskiej opada skalistym filarem, którego deniwelacja wynosi około 200 m. Jest to jeden z najbardziej urwistych filarów w całych północno-zachodnich i zachodnich zboczach Młynarza. Najwyższa część filara to wąskie skalne ostrze, środkowa i dolna to płytowa ściana. Filarem tym prowadzi droga wspinaczkowa (IV, jedno miejsce V w skali tatrzańskiej, czas przejścia 3 godz.). Pierwsze przejście: Władysław Cywiński i Krzysztof Gardyna 16 września 1997 r.
Nazwę turni utworzył Władysław Cywiński.